# Cybianthus sintenisii
Cybianthus sintenisii là một loài thực vật có hoa trong họ Anh thảo. Loài này được (Urb.) G.Agostini mô tả khoa học đầu tiên năm 1980.